# Melissodes semilupina
Melissodes semilupina är en biart som beskrevs av Cockerell 1905. Melissodes semilupina ingår i släktet Melissodes och familjen långtungebin. Inga underarter finns listade i Catalogue of Life.